# タージ・タシ
タージ・タシ（英語:Taj Tashi） は、ブータン・ティンプーにあるホテル。2008年開業。同国初の五つ星ホテルである。インドの大手ホテル業者であるタージ・ホテルズ・リゾーツ&パレスと、現地のタシ・グループの共同企業体である。ホテルには会議場も設置されている。